# City Lights (Byun Baek-hyun)
City Lights è l'EP di debutto del cantante sudcoreano Byun Baek-hyun, pubblicato il 10 luglio 2019 dalla SM Entertainment.

## Tracce
1. UN Village – 3:55 (testo: LIØN – musica: LIØN, dress)
2. Stay Up (feat. Beenzino) – 3:27 (testo: JQ, Park Ji-hee, Beenzino – musica: Cha Cha Malone, Adrian McKinnon, Min-Kyung Cho, Zac Chiocine, Beenzino)
3. Betcha – 3:21 (testo: Kenzie – musica: Kenzie, The Stereotypes, August Rigo)
4. Ice Queen – 3:35 (testo: BAYLEE – musica: Greg Bonnik, Hayden Chapman, Bobii Lewis, Adrian McKinnon)
5. Diamond – 3:57 (testo: Colde – musica: Darkchild)
6. Psycho (traccia bonus) – 3:25 (testo: Seo Ji-eum (Jam Factory) – musica: Zayson, Megan Lee)

## Classifiche

### Classifiche settimanali
| Classifica (2019) | Posizione massima |
| ----------------- | ----------------- |
| Corea del Sud     | 1                 |
| Lituania          | 93                |
| Polonia           | 15                |

### Classifiche di fine anno
| Classifica (2019) | Posizione |
| ----------------- | --------- |
| Corea del Sud     | 6         |